# Lados BV
Lados BV, es un disco recopilatorio, perteneciente a la banda de rock argentino, llamada Bersuit Vergarabat. Este material fue lanzado en el año 2006 y contiene canciones inéditas que no fueron grabadas en sus discos anteriores. También cuenta con remixes de sus primeros trabajos discográficos y covers.

## Lista de canciones
| N.º | Título                              | Escritor(es) | Duración |  |
| 1.  | «Proyecto volador»                  |              | 04:34    |  |
| 2.  | «Una muchacha y una guitarra»       |              | 04:00    |  |
| 3.  | «Regalona de Malandras»             |              | 03:54    |  |
| 4.  | «Victoria Clara»                    |              | 03:34    |  |
| 5.  | «Cicatrices»                        |              | 02:56    |  |
| 6.  | «Lágrimas enojadas»                 |              | 03:44    |  |
| 7.  | «Mi caramelo (con Andrés Calamaro)» |              | 04:44    |  |
| 8.  | «Somatizando»                       |              | 04:48    |  |
| 9.  | «Uffffff!»                          |              | 02:55    |  |
| 10. | «La milonga me gusta de verdad»     |              | 05:10    |  |
| 11. | «Es así»                            |              | 04:47    |  |
| 12. | «Pipí Cucú»                         |              | 02:54    |  |
| 13. | «Sol negro»                         |              | 03:07    |  |
| 14. | «Diez mil (20.000 de P) - (Remix)»  |              | 04:51    |  |

## Curiosidades
- La canción "Una muchacha y una guitarra" pertenece al álbum homenaje a Sandro, "Tributo a Sandro" de 1999.
- "Victoria Clara" tiene videoclip y pertenece a otro álbum.

## Músicos
- Gustavo Cordera: Voz
- Daniel Suárez: Coros
- Germán Sbarbati: Coros
- Juan Subirá: Teclados y voz
- Alberto Verenzuela: Guitarra y voz
- Oscar Righi: Guitarra
- Pepe Céspedes: Bajo
- Carlos Martín: Batería